# Jadwiga Konarska
Jadwiga Konarska z domu Miszczuk (ur. 18 września 1919 w Sabniu, zm. 30 października 1995 w Grudziądzu) – polska szwaczka, poseł na Sejm PRL IV kadencji.

## Życiorys
Córka Kazimierza i Stanisławy z domu Alikowskiej. Uzyskała wykształcenie podstawowe, z zawodu szwaczka. Pracowała w Grudziądzkich Zakładach Przemysłu Gumowego „Stomil”. W 1965 uzyskała mandat posła na Sejm PRL z ramienia Polskiej Zjednoczonej Partii Robotniczej w okręgu Grudziądz. W trakcie kadencji zasiadała w Komisji Pracy i Spraw Socjalnych.
Została pochowana na cmentarzu farnym w Grudziądzu.